# Vražda v salonním coupé
Vražda v salonním coupé (též i Vražda v salónním coupé) je divadelní hra z repertoáru Divadla Járy Cimrmana. Autory jsou Zdeněk Svěrák a Ladislav Smoljak, jako spoluautor je uváděn i fiktivní český dramatik Jára Cimrman. Hra, v pořadí čtvrtá, měla premiéru 14. května 1970 v Malostranské besedě v Praze. Repliky a postavy ze hry byly z velké části použity i ve filmu Rozpuštěný a vypuštěný. Názvem a lokací hra připomíná detektivní novelu Agathy Christie Vražda v Orient expresu z roku 1934.
Do 30. června 2009 se uskutečnilo celkem 871 představení.

## Obsah hry
Stejně jako většina ostatních představení Divadla Járy Cimrmana, sestává Vražda v salonním coupé ze dvou částí – série odborných referátů, týkajících se života a díla Járy Cimrmana a v druhé části pak ucelenějšího zpracování některého jeho díla – v tomto případě detektivní činohry Vražda v salonním coupé.

### Seminář
Hra je uvozena následujícími referáty (v závorce zjednodušené jméno postavy, kterou příslušný přednášející hraje po přestávce, přednášející vystupují pod svým skutečným jménem doplněným fiktivním akademickým titulem.):
- Dočká se Praha Cimrmanovy sochy? (Trachta)

Hlavní téma: Cimrmanova činnost kriminální a kriminalistická
- Na prahu kriminalistické kariéry (Trachta)
- Krádež arcivévodova šperku (Hlaváček, dříve Stevard)
- Nové kriminalistické metody (Meyer)
- Detektiv a básník (Stevard, dříve Hlaváček)

Další téma: Cimrman a film
- Revoluce v němém filmu (Bierhanzel) – tato přednáška je na audioverzi z převážné části vypuštěna, neboť obsahuje promítání Cimrmanových (němých) filmů. Původně byla součástí představení Domácí zabijačka.

### Hra
Vlastní divadelní hra pojednává o vyšetřování vraždy, k níž dojde v luxusním rychlíkovém voze během cesty z Istanbulu do Prahy. Vyšetřování nenadálé smrti továrníka Bierhanzla se ujímá proslulý inspektor Trachta, pomáhá mu jeho žák a asistent Hlaváček. Zprvu je největším podezřelým Bierhanzlův spolucestující a konkurent – továrník Meyer, který má ostatně s rolí „sprostého podezřelého“ bohaté zkušenosti. Trachta však díky svým nevšedním vyšetřovacím metodám nakonec přijde na to, že vrahem je vlakový stevard (a pohotovostní zubař), ze kterého se vyklube maďarský houslista Béla Puskás – ten se chtěl Bierhanzlovi pomstít za to, že po aplikaci jeho přípravku na růst vlasů přišel i o zbytky svého porostu hlavy. Hra ovšem končí šťastně, neboť těsně před Prahou se zdánlivě mrtvý Bierhanzel (jehož se stevard pokusil otrávit zavrtáním arzénu do bolavého zubu) probouzí.

## Obsazení
Současné obsazení je uvedeno tučně, předchozí obsazení kurzívou. U úvodního semináře je zde též uvedeno pořadí jednotlivých účinkujících podle sledu přednášek (P1 až P5) a také rozestavení při recitaci básně Maralík (dříve Minařík) z pohledu diváka - pořadí zleva (BM1 až BM5).
| Role                   | Role                | Herci |
| Úvodní seminář         | Hra                 | Herci |
| ---------------------- | ------------------- | --- |
| přednášející : P1, BM2 | inspektor Trachta   | Miloň Čepelka 9, Zdeněk Svěrák 1 2 5 7 8 Ladislav Smoljak † 3 4 6                                                                                      |
| přednášející: P2, BM4  | praktikant Hlaváček | Josef Čepelka 8 9, Vojtěch Kotek 7, Petr Brukner 1 2 3 6 Miloň Čepelka 4 5                                                                             |
| přednášející: P5, BM3  | továrník Bierhanzel | Petr Reidinger 8 9, Marek Šimon Bořivoj Penc † 5 7, Jaroslav Weigel † 2 4, Oldřich Unger † 1, Jan Kašpar †, Jaroslav Vozáb †                           |
| přednášející: P3, BM5  | továrník Meyer      | Jan Hraběta 2 3 8 9, Marek Šimon 7 Pavel Vondruška† 4 5, Ladislav Smoljak † 1, Jan Kašpar †, Jan Klusák, Jiří Menzel †, Genadij Rumlena,               |
| přednášející P4, BM1   | stevard             | Robert Bárta 9, Genadij Rumlena 4 5, Václav Kotek † 6 7 8, Jaroslav Vozáb † 1 2, Josef Koudelka, František Petiška †, Jan Kašpar †, Ladislav Smoljak † |

- 1 – alternace z audionahrávky kolující po webu (1976)
- 2 – alternace z desky Supraphonu (1982, nahráno v květnu 1981)
- 3 – alternace z úryvku předvedeném v představení Cimrman sobě (1991)
- 4 – alternace z audiovizuální nahrávky ČT (1997)
- 5 – alternace z úryvku předvedeném v představení 30 let Divadla Járy Cimrmana (1997)
- 6 – alternace z úryvku předvedeném v představení 40 let Divadla Járy Cimrmana (2007)
- 7 – alternace z audionahrávky kolující po webu (2011)
- 8 – alternace z audionahrávky kolující po webu (2019)
- 9 – alternace z audionahrávky kolující po webu (2022)

### Charakter rolí
Hra je zvláštní tím, že žádná postava nestráví na scéně celou dobu. Na začátku jsou v kupé Trachta, Meyer a Bierhanzel. Brzy je doplní Hlaváček, pak ale Bierhanzel „umírá“ a skoro až do konce zůstává na scéně jen zakryt plachtou (většinu času jde o figurínu). Během vyšetřování pak načas odcházejí „do vedlejšího kupé“ postupně Hlaváček, Meyer i Trachta. Postava Stevarda má obvykle jen krátké vstupy, pro jeden dialog ale zůstává na scéně jen on a Hlaváček. Teprve ve finále se opět všechny postavy sejdou.
Továrník Bierhanzel je v podstatě „sedací role“, ačkoliv tak nebyla cíleně psána.
Stevard má být Maďar, takže hovoří humorně komolenou češtinou s občasnými „maďarsky“ znějícími vsuvkami. Jeho erbovní větou je „Eréč piklóš neméči, huňár zcépeňkámoš!“, což má znamenat „Piš, holoubku, piš, brzy zcepeníš!“

### Změny v obsazení
Z cimrmanovských her tato zažila asi nejvíce personálních změn a záskoků. Původně v jednotlivých rolích alternovali Smoljak/Svěrák jako Trachta, Brukner/Čepelka jako Hlaváček, Unger/Weigel jako Bierhanzel, Klusák/Vondruška jako Meyer a Petiška/Vozáb jako Stevard. Po odchodu Jana Klusáka z divadla roku 1976 v roli továrníka Meyera provizorně zaskočil Ladislav Smoljak, který se takto dokonce objevil na neoficiální nahrávce. (Smoljak také někdy zaskakoval v roli Stevarda, v níž byl zaznamenán 18. 6. 1974 v Divadle U Netopýra v Brně. Zachovány jsou i dvě fotografie.) Poté začal Meyera alternovat Jiří Menzel a po dalších dvou letech Jan Hraběta, který se v ní pak po několik dekád střídal s Pavlem Vondruškou. Na oficiální audionahrávce z 80. let hraje Meyera Hraběta a na videozáznamu ČT zase Vondruška. Po jeho odchodu roku 2010 se role ujal Marek Šimon.
Odchodem Oldřicha Ungera roku 1978 byla poznamenána role továrníka Bierhanzla, do níž náhradou vstoupil Jaroslav Vozáb, který ale zároveň zůstal i ve své původní roli Stevarda, v níž je také zvěčněn na desce Supraphonu (1982). Trvalou náhradou v roli Bierhanzla byl od roku 1983 Bořivoj Penc, jenž pak s Jaroslavem Weiglem tuto roli alternoval až do smrti. Po svém ochrnutí roku 1988 k této roli přešel i Jan Kašpar, původně hrající Stevarda, neboť Bierhanzla bylo možné bez problému odehrát i na vozíku. Po postupném úmrtí těchto herců převzal tuto roli zejména Petr Reidinger, někdy ji hraje i Marek Šimon.
Jako inspektor Trachta se vždy alternovali autoři Svěrák a Smoljak. Po Smoljakově smrti roku 2010 tuto roli převzal Miloň Čepelka, do té doby hrající praktikanta Hlaváčka, přičemž nějakou dobu ještě střídal obě role. Hlaváčka se pak ujaly mladé posily v podobě Josefa Čepelky a Vojtěcha Kotka. Stalo se pak zvykem, že v rolích Trachty a Hlaváčka se střídají dvojice Čepelka–Čepelka ml. a Svěrák–Kotek ml., i když se najdou výjimky (existuje i záznam představení, ve kterém hraje Svěrák a Čepelka mladší). Z role Hlaváčka tím byl uvolněn jeho dlouholetý představitel Petr Brukner, který ho ale stále příležitostně zaskakuje.
Vojtěch Kotek také zpravidla hrál představení, kde jako Stevard vystupoval jeho otec Václav Kotek. V této roli se vedle výše zmíněného Vozába (zemřel 1988), Petišky (zemřel 1980) a Kašpara vystřídali ještě Josef Koudelka a do současnosti se v ní alternují Genadij Rumlena (jenž je též na televizním záznamu) a Robert Bárta.